# Gaiola (Itália)
Gaiola é uma comuna italiana da região do Piemonte, província de Cuneo, com cerca de 471 habitantes. Estende-se por uma área de 4 km², tendo uma densidade populacional de 118 hab/km². Faz fronteira com Borgo San Dalmazzo, Moiola, Rittana, Roccasparvera, Valloriate.

## Demografia
| Variação demográfica do município entre 1861 e 2011                               |
|                                                                                   |
| Fonte: Istituto Nazionale di Statistica (ISTAT) - Elaboração gráfica da Wikipedia |